# Comtat de Nelson (Dakota del Nord)
El comtat de Nelson (en anglès: Nelson Country, North Dakota), fundat l'any 1883, és un dels 53 comtats de l'estat nord-americà de Dakota de el Nord. L'any 2019 tenia 2.894 habitants i la seva densitat de població era d'aproximadament 1 persona per km². La seu de comtat és Lakota.

## Geografia
Segons l'Oficina del Cens, el comtat té una àrea total de 2,613 km2 (1,008.9 sq mi), de la qual 2,543 km2 (981.9 sq mi) és terra i 70 km2 (27.0 sq mi) és aigua.

### Comtats adjacents
- Comtat de Walsh (nord)
- Comtat de Grand Forks (est)
- Comtat de Steele (sud-est)
- Comtat de Griggs (sud)
- Comtat d'Eddy (sud-oest)
- Comtat de Benson (oest)
- Comtat de Ramsey (nord-oest)

### Àrees Nacionals protegides
- Refugi de Vida Silvestre de Johnson Lake
- Refugi Nacional de Vida Silvestre de Lambs Lake
- Refugi Nacional de Vida Silvestre de Rose Lake
- Refugi Nacional de Vida Silvestre de Stump Lake

## Demografia
L'any 2000 la renda per capita mitjana del comtat era de $28.892, i l'ingrés mitjà per família era de $37.406. L'ingrés per capita per al comtat era de $16.320. En 2000 els homes tenien un ingrés per capita de $27.163 versus $18.857 per a les dones. Al voltant del 10.30 % de la població estava sota el llindar de pobresa nacional.
| 1890 | 1900 | 1910   | 1920   | 1930   | 1940 | 1950 | 1960 | 1970 | 1980 | 1990 | 2000 | Est. 2009 |
| ---- | ---- | ------ | ------ | ------ | ---- | ---- | ---- | ---- | ---- | ---- | ---- | --------- |
| 4293 | 7316 | 10 140 | 10 362 | 10 203 | 9129 | 8090 | 7034 | 5776 | 5233 | 4410 | 3715 | 3129      |

## Principals carreteres
- O.S. Highway 2
- Carretera de Dakota del Nord 1
- Carretera de Dakota del Nord 15
- Carretera de Dakota del Nord 32
- Carretera de Dakota del Nord 35

## Llocs

### Ciutats
- Aneta
- Lakota
- McVille
- Michigan City
- Pekin
- Petersburg
- Tolna

Nota: totes les comunitats incorporades a Dakota del Nord se'ls crida "ciutats" independentment de la seva grandària

### Municipis
| - Municipi de Adler - Municipi de Bergen - Municipi de Central - Municipi de Clara - Municipi de Dahlen - Municipi de Dayton - Municipi de Dodds - Municipi de Enterprise - Municipi de Field | - Municipi de Forde - Municipi de Hamlin - Municipi d'Illinois - Municipi de Lakota - Municipi de Lee - Municipi de Leval - Municipi de Melvin - Municipi de Michigan - Municipi de Nash | - Municipi de Nesheim - Municipi d'Ora - Municipi de Osago - Municipi de Petersburg - Municipi de Rubin - Municipi de Rugh - Municipi de Sarnia - Municipi de Wamduska - Municipi de Williams |